# Giovanni Maria Barbieri
Giovanni Maria Barbieri (* 1519 in Modena; † 1574 ebenda) war ein italienischer Philologe und Romanist.

## Leben und Werk
Barbieri kam 1538 im Gefolge von Ludovico II. Graf von Mirandola (1527–1568) an den französischen Hof und blieb bis 1545 in Frankreich. Dann kehrte er nach Modena zurück und wurde dort 1560 Kanzler.
Barbieri forschte über französische und provenzalische Dichtung des Mittelalters, zog auch die italienische und spanische hinzu und hinterließ ein für die frühe Romanistik bedeutendes Manuskript mit dem Titel Arte del Rimare, das von Girolamo Tiraboschi 1790 herausgegeben wurde.

## Werke
- Dell’origine della poesia rimata. Opera di Giammaria Barbieri pubblicata ora per la prima volta e con annotazioni illustrata dal cavaliere abate Girolamo Tiraboschi, Modena 1790
- Rime, tratte dalle stampe e dai manoscritti, hrsg. von Giulio Bertoni, Modena 1907